# المشتبه بهم المعتادون
المشتبه بهم المعتادين (بالإنجليزية: اThe Usual Suspects)‏ هو فيلم جريمة أمريكي من إخراج براين سينجر وكتابة كريستوفر ماك كويري ومن بطولة ستيفن بالدوين، غابريل بيرن، بينيشيو ديل تورو، شاز بالمينتري، كيفين بولك، بيتي بوستليتوايت وكيفين سبيسي.

## القصة
يتبع الفيلم أستجواب المحققين لأحد المحتالين الذي هو واحد من اثنين فقط نجيا من مجزرة وحريق على متن قارب في ميناء لوس أنجلوس.
يقوم المحتال بسرد قصة ملتوية الأحداث تقوده هو وأربعة مجرمين آخرين إلى ذلك القارب وإلى مجرم أسطوري هارب يدعى كايزر سوزي.

## الميزانية والإيرادات
بلغت تكلفة إنتاج الفيلم حوالي 6 ملايين دولار بينما حقق إيرادات تقدر بـ 34.4 مليون دولار.

## الجوائز
وتلقى الفيلم مراجعات إيجابية جداً من النقاد، كريستوفر ماك كويري ربح جائزة أوسكار أفضل سيناريو أصلي، وربح كيفين سبيسي جائزة أوسكار أفضل ممثل مساعد لدوره في الفيلم.